# Цубок
Цубок је југословенски филм из 1990. године. Режирао га је Драган Николић, који је написао и сценарио.

## Радња
Месар и његов колега спасавајући се свакодневних мука, спријатеље се са радницима из бараке једног градилишта. Месар бежи од жене и породичних проблема, мимо своје воље срља у замку друге жене на погрешном месту и у погрешно време, а његов пријатељ је побегао од мајке која га спутава и уз свог пријатеља успева да оствари маштарије о слободи и акцији.

## Улоге
| Глумац                   | Улога     |
| ------------------------ | --------- |
| Данило Лазовић           | Стојан    |
| Љубомир Ћипранић         | Добривоје |
| Мелита Бихали            |           |
| Љиљана Благојевић        |           |
| Дара Џокић               |           |
| Слободан Ћустић          |           |
| Ранко Ковачевић          |           |
| Ненад Гвозденовић        |           |
| Ратко Танкосић           |           |
| Миња Војводић            |           |
| Јован Јанићијевић Бурдуш |           |